# Houspillage
Ne doit pas être confondu avec mobbing.

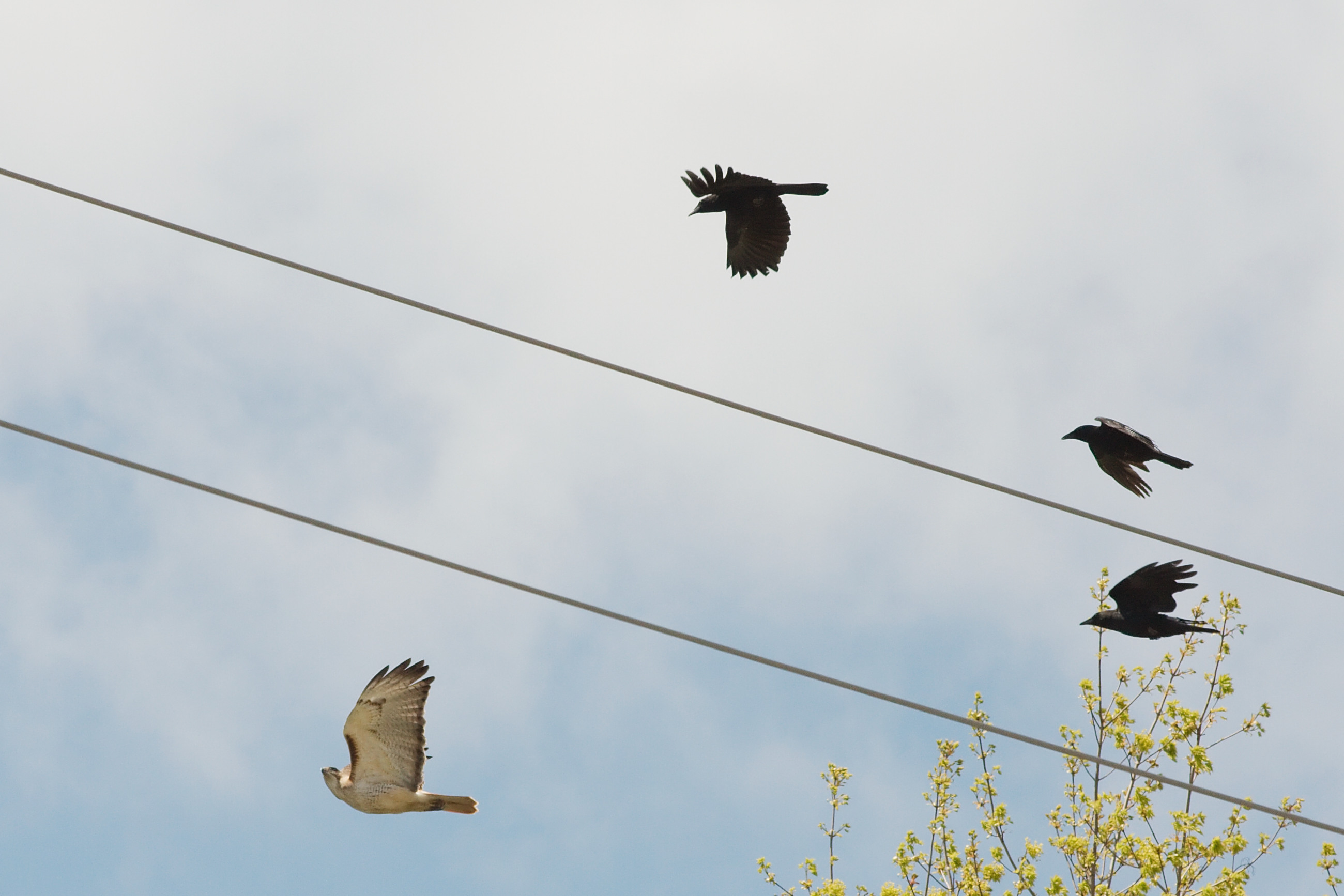
Corbeaux houspillant une Buse à queue rousse.

Le  houspillage, ou mobbing, est un comportement de défense, connu chez de nombreuses espèces animales, consistant à attaquer ou harceler un prédateur ou un compétiteur pour le lasser, le rebuter, et finalement le faire fuir. Fréquent chez les oiseaux, il est connu aussi chez les invertébrés, les poissons, les suricates et les bovins.
Le terme de mobbing est introduit par l'éthologue Konrad Lorenz dans une traduction anglaise en 1966 de son ouvrage L'Agression (en) (1963). Le sens initial en éthologie indique l'agression, surtout défensive, d'un prédateur ou d'un compétiteur par un attroupement d'animaux plus faibles. Le médecin suédois Peter-Paul Heinemann (de) reprend le terme de Lorenz en 1969 pour l'appliquer au comportement humain de mobbing relatif aux actes d'intimidation entre élèves.

## Caractéristiques
Comportement collectif lorsque les espèces vivent en colonies et participent à la défense du territoire, il peut être également solitaire.

### Chez les oiseaux
Le houspillage chez les oiseaux est composé d'attaques collectives généralement simulées et bruyantes (vols d'intimidation), accompagnées de vocalisations de harassement, pour décourager l'animal de tenter une éventuelle prédation ou pour l'éloigner d'un territoire, d'un nid ou d'une ressource alimentaire, ou pour d'autres fonctions. Parfois, il consiste à donner des coups de patte ou de bec qui peuvent blesser l'intrus qui s'approche trop du nid. Cas particulier, les mouettes rieuses s'envolent toutes en même temps, volent vers le prédateur (principalement les corneilles et les Choucas) en criant et en déféquant jusqu'à ce qu'il abandonne.
Le mobbing peut être intraspécifique (défense contre le cannibalisme de goélands et mouettes) ou le plus souvent interspécifique.